# Synpolidaktylia typu 1
Synpolidaktylia typu 1 (ang. synpolydactyly-1, SPD1) – genetycznie uwarunkowane zaburzenie budowy kończyn, polegające najczęściej na syndaktylii 3. i 4. palca dłoni oraz 4. i 5. palca stopy oraz polidaktylii. Zespół wiąże się z mutacjami w genie HOXD13. Największą opisaną dotąd rodziną jest rodzina przedstawiona w pracy Thomsena w 1927, w której malformacje dłoni i stóp miały 42 osoby w siedmiu pokoleniach.

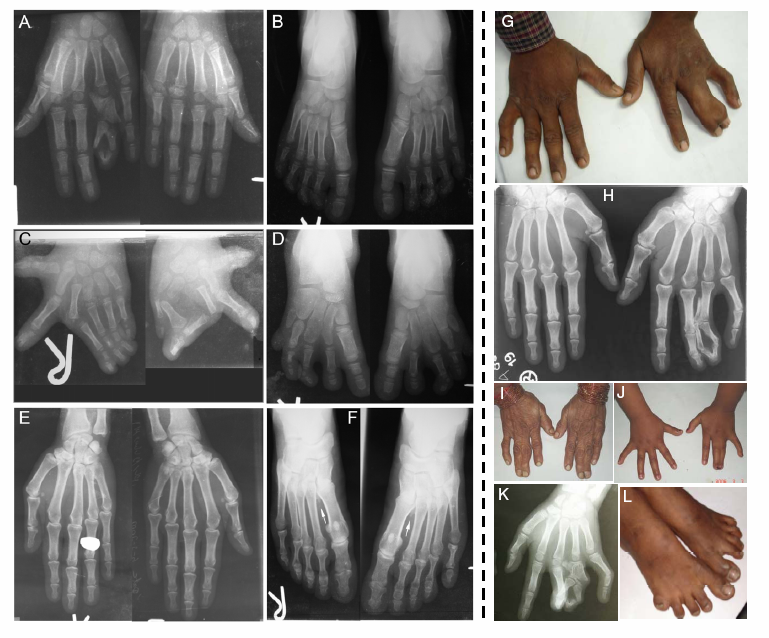
Obraz kliniczny synpolidaktylii typu 2.